# Abdij van Disentis
De abdij van Disentis staat in Disentis in het Zwitserse kanton Graubünden, Zwitserland. Het was een abdijvorstendom binnen het Heilige Roomse Rijk
Deze abdij van de benedictijnen kende een bewogen geschiedenis.
Volgens de overlevering werd zij gesticht door de plaatselijke heiligen Placidus en Sigisbert in 612 en toegewijd aan de heilige Martinus van Tours.
In 670 werd de abdij vernietigd door de Avaren. De abt en dertig monniken stierven als martelaar. De abdij werd heropgebouwd door de heilige Pirmin met de steun van Karel Martel in 711.
Keizer Karel de Grote bezocht de abdij op zijn terugreis van Rome in 800 en gaf haar een aanzienlijke schenking. De abdij werd verheven tot de rang van rijksklooster, waardoor zij onmiddellijk onder het gezag van de keizer viel. Haar strategische ligging op een bergpas was daar waarschijnlijk niet vreemd aan.
Omstreeks 940 werd de abdij opnieuw verwoest, mogelijk door binnenvallende moslims. In 1048 werd de abdij door keizer Hendrik III rijksvrij gemaakt en werd de abt tot Rijksfürst verheven, zodat Udalric I (1031 - 1055) de eerste abt was die zich vorst van het Heilige Roomse Rijk mocht noemen. In 1395 en 1424 speelde de abt een belangrijke rol bij de vorming van de Grauwe Bond. In 1472 werd de heerlijkheid Jörgenberg van het graafschap Hohenzollern gekocht.
In 1581 mocht de abdij zich verheugen in een bezoek van de heilige Carolus Borromeus. Na duizend jaar lang een onafhankelijk bestaan te hebben gekend werd de abdij in 1617 lid van het Zwitsers Eedgenootschap. Gedurende de 17e eeuw werden de gebouwen gerenoveerd in barokstijl.
In 1799 werd de abdij gedeeltelijk vernield en geplunderd door het leger van Napoleon. Vele waardevolle stukken, waaronder een manuscript uit de 7e eeuw, gingen verloren. De abdij verloor ook de helft van haar landgoederen. De abdij werd hersteld onder abt Anselm Huonder. In de 19e eeuw onderging de abdij een diepe spirituele en materiële crisis, die haar voortbestaan in gevaar brengt. De herstelpogingen van abt Paul Birker, van de Sint Bonifatiusabdij te München, mislukten in 1861. Nochtans wist de abdij tot op heden te overleven. In 1880 opende Disentis er een middelbare school voor jongens die nu nog steeds bestaat.